# Ситовий склад

Ситовий склад (рос. ситовый состав, англ. grain composition, particle size distribution; нім. Kornverteilung f) — характеристика крупності сипучої маси твердих корисних копалин, яка являє собою кількісне (відсоткове) співвідношення класів крупності за прийнятою шкалою. Одержується С.с. за результатами ситового аналізу. Оформлюється у вигляді таблиці виходів абсолютних та сумарних для кожного розміру сита. Крива ситового складу будується за даними таблиці і придатна для графічного визначення виходу класів, відмінних від використаних при розсіві.